# 973 (číslo)
Devět set sedmdesát tři je přirozené číslo. Římskými číslicemi se zapisuje CMLXXIII a řeckými číslicemi ϡογ´. Následuje po čísle devět set sedmdesát dva a předchází číslu devět set sedmdesát čtyři.

## Matematika
973 je:
- Deficientní číslo
- Složené číslo
- Poloprvočíslo
- Šťastné číslo

## Astronomie
- (973) Aralia je planetka hlavního pásu, kterou objevil v roce 1922 Karl Wilhelm Reinmuth
- NGC 973 je spirální galaxie v souhvězdí Trojúhelníku

## Ostatní
- +973 je mezinárodní telefonní předvolba Bahrajnu

## Roky
- 973
- 973 př. n. l.